# Holiday at Lake Bodom: 15 Years of Wasted Youth
Holiday at Lake Bodom: 15 Years of Wasted Youth è il secondo album raccolta della band Melodic death metal finlandese Children of Bodom, pubblicato il 22 maggio 2012. Esso contiene una traccia da Something Wild, tre da Hatebreeder, tre da Follow the Reaper, quattro da Hate Crew Deathroll, quattro da Are You Dead Yet?, una da Blooddrunk, due da Relentless Reckless Forever e due cover. La versione in DVD include un documentario incentrato sulla vita in tour della band, insieme al nuovo video ufficiale di Shovel Knockout.

## Tracce
1. Hate Crew Deathroll – 3:38
2. Shovel Knockout – 4:03
3. Hate Me! – 4:44
4. Everytime I Die – 4:03
5. Needled 24/7 – 4:08
6. I'm Shipping Up to Boston – 2:50 – cover dei Dropkick Murphys
7. Sixpounder – 3:24
8. Warheart – 4:06
9. Roundtrip to Hell and Back – 3:47
10. Trashed, Lost & Strungout – 4:01
11. Living Dead Beat – 5:18
12. Deadnight Warrior – 3:21
13. Blooddrunk – 4:06
14. Follow the Reaper – 3:47
15. Are You Dead Yet? – 3:54
16. Silent Night, Bodom Night – 3:11
17. Jessie's Girl – 2:58 – cover di Rick Springfield
18. In Your Face – 4:16
19. Angels Don't Kill – 5:13
20. Downfall – 4:33

## Formazione
- Alexi Laiho – voce, chitarra.
- Roope Latvala – chitarra ritmica, cori.
- Jaska Raatikainen – batteria.
- Henkka Seppälä – basso, cori.
- Janne Wirman – tastiera, sintetizzatore.
- Alexander Kuoppala - chitarra, cori.
- Pasi Rantanen - cori.